# Cross-Promotion
Cross-Promotion ist eine Sonderform der Promotion, bei der mindestens zwei Werbetreibende gemeinsam Kommunikationsmaßnahmen durchführen und eine einheitliche Botschaft an eine für beide bzw. alle interessante Zielgruppe transportieren. Auf diesem Weg lassen sich Werbekosten teilen, bzw. es kann ein größeres Werbevolumen realisiert werden und man profitiert von dem Image des bzw. der anderen Werbetreibenden.

## Definition
Der Begriff Cross-Promotion wird auch im Kontext der selbstbezüglichen Kommunikationspolitik benutzt. Sie beschreibt die Nutzung von Werbeträgern und publizistischen Mitteln zur Bewerbung eines Medienproduktes, wobei beide jeweils unter einem Medienkonzerndach angesiedelt oder durch Cross-Ownership miteinander verbunden sind. Dabei müssen die Werbemaßnahmen oder publizistischen Beiträge in unterschiedlichen Medienkanälen platziert sein.
Ein Beispiel wäre, dass ProSieben Werbung für „Serien-Highlights“, die Sat.1 ausstrahlt, macht, beide aber zum  gleichen Konzern gehören (ProSiebenSat.1 Media).
Es können bei der Cross-Promotion auch Mediumsgrenzen überschritten werden, indem z. B. Radioprogramme Werbung für Fernsehkanäle machen. Wichtig ist in jedem Fall die Zugehörigkeit der beiden beteiligten Medienkanäle zu einem Konzern. Ist dies nicht der Fall, könnte man auch von klassischer Mediawerbung sprechen.

## Situation in einzelnen Staaten

### Österreich
In Österreich ist Cross-Promotion verboten, um die Stellung der privaten Radioanbieter gegenüber dem öffentlich-rechtlichen Sender ORF zu schützen. Der ORF hatte mit seinem Fernsehprogramm intensive Werbung für die eigenen Radiosender gemacht. Diese Situation wurde als Wettbewerbsvorteil gewertet, da die privaten Radiosender keine Verbindung zu Fernsehprogrammen haben, um in ähnlicher Weise werben zu können. Dies führte schließlich 2002 zum Verbot von Cross-Promotion in Österreich. Seitdem sind dort im Programm nur noch redaktionelle Hinweise ohne werblichen Charakter erlaubt.

### Deutschland
Im Vergleich zu Österreich besteht kein Verbot von Cross-Promotion in Deutschland.